# Lancashire County Cricket Club
Der Lancashire County Cricket Club repräsentiert die traditionelle Grafschaft Lancashire in den nationalen Meisterschaften im englischen Cricket.

## Geschichte

### Die Anfänge
Cricket wurde erstmals 1781 in Lancashire gespielt. Der Ursprung des Lancashire CCC ist der Manchester Cricket Club, der 1816 gegründet wurde und 1857 nach Old Trafford umzog. Am 12. Januar 1864 gründeten die Vertreter von 13 Clubs den County Club mit der Idee, Spiele über das Gebiet des Countys verteilt auszutragen. Das erste First-Class-Spiel fand im Juli 1865 gegen Middlesex statt und wurde mit 62 Runs gewonnen. Im Jahr 1867 wurde das erste Match of the Roses gegen Yorkshire ausgetragen, das bis heute die wichtigste Rivalität des Clubs darstellt. In den ersten Jahren hatte die Mannschaft einige Erfolge, als sie, angeführt von Kapitän A.N. Hornby, in den Jahren 1879, 1881 und 1882 von der Presse, wie damals üblich, als Champion-County ausgezeichnet wurde (davon zweimal geteilt mit Nottinghamshire). Bis 1889 konnte das Team nur bedingt überzeugen, bevor die Mannschaft sich den Champion-Titel mit Nottinghamshire und Surrey teilte. In der Folgezeit gelang zwar 1890 und 1891 jeweils ein zweiter Platz, jedoch wurde kein Meistertitel erreicht. Im Jahr 1898 erwarb der Club Old Trafford und 1902 wurden die vorher getrennten Zugänge von Amateuren und Profis aufs Spielfeld aufgehoben. Im Jahr 1904 gelang es ungeschlagen County-Champion zu werden. Bis zum Ersten Weltkrieg wurden keine weiteren Meistertitel erreicht.

### Die goldene Ära

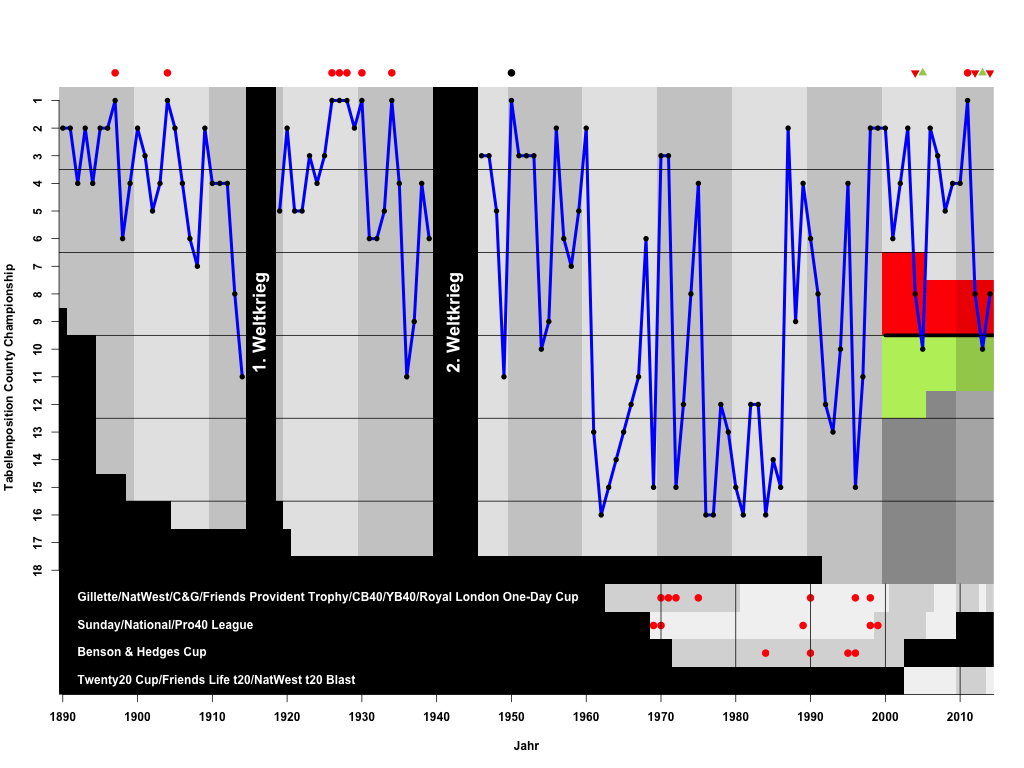
Performance des Leicestershire County Cricket Club im First Class, One-Day und T20 Cricket in den nationalen englischen Wettbewerben.

Nach Ende des Krieges begann Lancashire sich fest als Spitzenmannschaft zu etablieren. Im Jahr 1920 wurde das Team Zweiter in der Meisterschaft und die Zuschauer- und Mitgliederzahlen stiegen auf einen Rekord.
Mit dem neuen Captain Leonard Green gelang dem Team ab dem Jahr 1926 der Titel Hattrick, als auch die Meisterschaft der Jahre 1927 und 1928 gewonnen wurde. In den Folgejahren kamen dann noch die Titel 1930 und 1934 hinzu, bevor die Mannschaft, nach Abgang des wichtigsten Run Scorers Ernest Tyldesley im Jahr 1935, neu aufgebaut werden musste. Dieser Aufbau wurde jedoch durch den Zweiten Weltkrieg unterbrochen.

### Nach dem Zweiten Weltkrieg
Da Lancashire viele Abgänge zu verzeichnen hatte, begann der Meisterschaftsbetrieb zunächst schleppend. Junge Spieler mussten integriert werden, was mit der geteilten Meisterschaft 1950 erfolgreich gelang. Entscheidend war hierbei der Aufstieg des jungen Fast Bowlers Brian Statham der die Spin-Bowler Roy Tattersall und Malcolm Hilton ergänzte. Trotz guter Leistungen konnte sich das Team in den Folgejahren nicht durchsetzen, da Surrey die Meisterschaft dominierte. Mit Cyril Washbrook wurde 1954 erstmals ein professioneller Kapitän eingesetzt. Als dieser 1960 zurücktrat, erreichte der neue Kapitän Bob Barber mit dem Team den zweiten Platz, wobei besonders das schlechte Abschneiden in den letzten Spielen die Meisterschaft verwehrte. In den folgenden Jahren schnitt die Mannschaft zumeist schlecht ab, was zu einer Krise in der Vereinsführung führte, die erst 1965 mit der Berufung von Brian Statham als Kapitän wieder ins ruhigere Fahrwasser kam.

### One Day Erfolge
Mit dem Aufkommen des One-Day Cricket eröffnete sich für die Mannschaft neue Chancen. Diese wurden mit dem dreifachen Gewinn des Gilette Cups zwischen 1970 und 1972, sowie der Sunday League 1969 und 1970 erfolgreich genutzt. Das First-Class Team konnte in dieser Zeit nicht an die Erfolge im One-Day Cricket anknüpfen. 1975 gelang ein weiteres Mal der Gewinn des Gilette Cups, bevor eine lange Durststrecke einsetzte. Erst 1985 gelang wieder ein Titel im Benson & Hedges Cup. Ab 1988 spielte der pakistanische Fast Bowler Wasim Akram für das County und erreichte mit ihm den Gewinn des damals neu geschaffenen Refuge Assurance Cup. Mit dem Gewinn der Sunday League 1989 und dem Sieg sowohl im Gilette Cup, als auch dem Benson&Hedges Cup im Jahr 1990 schlossen sie das Jahrzehnt mit starken erfolgen ab. Die nächsten Jahre waren von zweiten Plätzen geprägt, bevor ab 1995 wieder Titel in den One-Day Pokalen erreicht werden konnten. Den bis heute letzten wurde 1999 mit dem Gewinn der Sunday League erreicht.

### Wiederentdeckung des First-Class Crickets
Ende der 1990er Jahre schaffte das Team auch wieder in der County Championship gute Ergebnisse vorzuweisen. So erreichte die Mannschaft 1998, 1999 und 2000 den zweiten Platz. Daraufhin jedoch wurde es für die Mannschaft schwieriger an die vergangenen erfolge anzuknüpfen. 2003 gelang noch einmal ein zweiter Platz, bevor im darauf folgenden Jahr die Mannschaft in die zweite Division abstieg. 2005 gelang der sofortige Wiederaufstieg mit dem Gewinn der zweiten Division und im Twenty20 Cup verlor das Team erst im Finale gegen Somerset. 2006 erreichte man sowohl einen zweiten Platz im First-Class Turnier, als auch im C&G Cup, jeweils hinter dem Meister Sussex. In den folgenden Jahren verhinderte die Mannschaft den Abstieg und etablierte sich in der oberen Hälfte der Countys in den meisten Turnieren. Der Durchbruch für den Club kam 2011. Der Club geriet in finanzieller Notlage, da auf Grund des Zustandes von Old Trafford der ECB drohte keine Tests mehr dort auszutragen. Eine Renovierung wurde vor Gericht angefochten, das jedoch im Juli des Jahres seine Zustimmung gab. Ebenfalls gelang der Gewinn der County Championship in diesem Jahr, was nach dem geteilten Gewinn 1950 der erste Sieg in dieser Meisterschaft war. Allerdings stieg das Team im folgenden Jahr wieder in die zweite Division ab. Ein direkter Wiederaufstieg wurde gefolgt von einem erneuten Abstieg 2014. 2015 stieg man wieder in die erste Division auf und konnte gleichzeitig erstmals den Twenty20 Cup gewinnen. In der Saison 2017 gelang ein zweiter Platz in der County Championship, der von einem Abstieg im Folgejahr gefolgt wurde.

## Captains
Bisher haben insgesamt 33 Spieler als Kapitän für den Lancashire County Cricket Club fungiert.
| Nr. | Name                 | Zeitraum  |
| --- | -------------------- | --------- |
| 1   | Edmund Butler Rowley | 1866–1879 |
| 2   | A.N. Hornby          | 1879–1898 |
| 3   | Archie MacLaren      | 1894–1906 |
| 4   | Albert Henry Hornby  | 1908–1914 |
| 5   | Myles Noel Kenyon    | 1919–1922 |
| 6   | Jack Sharp           | 1923–1925 |
| 7   | Leonard Green        | 1926–1928 |
| 8   | Peter Eckersley      | 1929–1935 |
| 9   | Lionel Lister        | 1936–1939 |
| 10* | Jack Iddon           | 1946      |
| 11  | Jack Fallows         | 1946      |
| 12  | Ken Cranston         | 1947–1948 |
| 13  | Nigel Howard         | 1949–1953 |
| 14  | Cyril Washbrook      | 1954–1959 |
| 15  | Bob Barber           | 1960–1961 |
| 16  | Joe Blackledge       | 1962      |
| 17  | Ken Grieves          | 1963–1964 |
| 18  | Brian Statham        | 1965–1967 |
| 19  | Jack Bond            | 1968–1972 |
| 20  | David Lloyd          | 1973–1977 |
| 21  | Frank Hayes          | 1979–1980 |
| 22  | Clive Lloyd          | 1981–1986 |
| 23  | John Abrahams        | 1984–1985 |
| 24  | David Hughes         | 1987–1991 |
| 25  | Neil Fairbrother     | 1992–1993 |
| 26  | Mike Watkinson       | 1994–1997 |
| 27  | Wasim Akram          | 1998      |
| 28  | John Crawley         | 1999–2001 |
| 29  | Warren Hegg          | 2002–2004 |
| 30  | Mark Chilton         | 2005–2007 |
| 31  | Stuart Law           | 2008      |
| 32  | Glen Chapple         | 2009–2014 |
| 33  | Tom Smith            | 2015      |
| 34  | Steven Croft         | 2016–     |

* Jack Iddon wurde 1946 zum Captain gewählt und starb bei einem Autounfall vor Beginn der Saison.

## Stadien
Das wichtigste Stadion ist der Old Trafford Cricket Ground in Manchester, in dem der Club die meisten seiner Heimspiele ausrichtet. Daneben finden einzelne Spiele auch im Stanley Park in Blackpool, im Trafalgar Road in Southport und dem Aigburth Cricket Ground in Liverpool statt.

## Erfolge

### County Cricket
Gewinn der County Championship (8 + 1 geteilt): 1897, 1904, 1926, 1927, 1928, 1930, 1934, 1950 (geteilt), 2011
Gewinn der zweiten Division (2): 2005, 2013

### One-Day Cricket
Gilette/NatWest/C&G Trophy/FP Trophy (1963–2009) (7): 1970, 1971, 1972, 1975, 1990, 1996, 1998
Sunday/National/Pro40 League (1988–2009) (5): 1969, 1970, 1989, 1998, 1999
Benson & Hedges Cup (1972–2002) (4): 1984, 1990, 1995, 1996
ECB 40/Clydesdale Bank/Yorkshire Bank 40 (2010–2013) (0): -
Royal London One-Day Cup (2014–heute) (0): -

### Twenty20
Twenty20 Cup/Friends Life t20/NatWest t20 Blast (0): 2015

## Statistiken

### Runs
Die meisten Runs im First-Class Cricket wurden von den folgenden Spielern erzielt:
| Spieler          | Spielzeiten | Runs   |
| ---------------- | ----------- | ------ |
| Ernest Tyldesley | 1909–1936   | 34.222 |
| John Tyldesley   | 1895–1923   | 31.949 |
| Cyril Washbrook  | 1933–1959   | 27.863 |
| Harry Makepeace  | 1906–1930   | 25.207 |
| Frank Watson     | 1920–1937   | 22.833 |

### Wickets
Die meisten Wickets im First-Class Cricket wurden von den folgenden Spielern erzielt:
| Spieler           | Spielzeiten | Runs  |
| ----------------- | ----------- | ----- |
| Brian Statham     | 1950–1968   | 1.816 |
| John Briggs       | 1879–1900   | 1.696 |
| Arthur Mold       | 1889–1901   | 1.541 |
| Richard Tyldesley | 1919–1931   | 1.449 |
| Alexander Watson  | 1871–1893   | 1.309 |